# 富田村 (福島県南会津郡)
富田村（とみたむら）は福島県南会津郡にかつて存在した村である。

## 地理
現在の南会津町、旧南郷村の北部に位置する。
村域は奥会津に位置し、山がちな地形が多い。
村内には伊南川が流れる。

## 歴史

### 村域の変遷
- 1889年（明治22年）4月1日 - 町村制施行により、片貝村・和泉田村・界村・下山村が合併し南会津郡富田村が発足。
- 1955年（昭和30年）7月20日 - 富田村は大宮村と合併し南郷村が発足。富田村は消滅。
- 1968年（昭和43年）5月1日 - 旧富田村の一部（和泉田の一部）は只見町に編入。

### 変遷表
| 1868年 以前 | 1868年 以前    | 明治8年        | 明治10年       | 明治22年 4月1日 | 昭和30年 7月20日 | 昭和43年      | 平成18年 3月20日 | 現在     |
| ----------- | -------------- | -------------- | -------------- | --------------- | ---------------- | ------------- | ---------------- | -------- |
|             | 片貝村         | 片貝村         | 片貝村         | 富田村          | 南郷村           | 南郷村        | 南会津町         | 南会津町 |
|             | 富山村         | 片貝村         | 片貝村         | 富田村          | 南郷村           | 南郷村        | 南会津町         | 南会津町 |
|             | 和泉田村       | 和泉田村       | 和泉田村       | 富田村          | 南郷村           | 南郷村        | 南会津町         | 南会津町 |
|             | 小野島村       |                | 和泉田村       | 富田村          | 南郷村           | 南郷村        | 南会津町         | 南会津町 |
|             | 界村           |                |                | 富田村          | 南郷村           | 南郷村        | 南会津町         | 南会津町 |
|             | 下山村         |                |                | 富田村          | 南郷村           | 南郷村        | 南会津町         | 南会津町 |
|             | 和泉田村の一部 | 和泉田村の一部 | 和泉田村の一部 | 富田村          | 南郷村           | 只見町 に編入 | 只見町           | 只見町   |

## 大字
- 片貝（かたかい）
- 和泉田（いずみた）
- 界（さかい）
- 下山（しもやま）

## 人口・世帯

### 人口
総数 [単位： 人]
| 1891年（明治24年） | 1,538 |
| 1920年（大正 9年） | 2,971 |
| 1935年（昭和10年） | 2,467 |

### 世帯
総数 [単位： 世帯]
| 1920年（大正 9年） | 322 |
| 1935年（昭和10年） | 419 |